# SPTrans
São Paulo Transporte (SPTrans) es la denominación adoptada el 8 de marzo de 1995 para la municipal autogestión que tiene por finalidad la gestión del sistema de transporte público por Ómnibus en São Paulo. Fue fundada a partir de la Compañía Municipal de Transportes Colectivos.
Todas las líneas de Ómnibus son operadas por concesionarias, sobre la supervisión de SPTrans, empresa de planificación y dirección del transporte colectivo. SPTrans emite órdenes de servicio de operación para cada línea, incluyendo definición de trayectos, horarios de operación y flota necesaria. El pago del pasaje puede ser efectuado con dinero o con la tarjeta inteligente denominada Bilhete Único. La empresa dirige también los corredores de buses y Terminales de autobuses del municipio.
17.000 autobuses constituyen la mayor parte del transporte público en São Paulo, incluyendo cerca de 290 trolebuses.

## Códigos de las líneas de Ómnibus
Existen líneas con 3 números e 1 letra (ej. 477P Ipiranga - Rio Pequeno) y líneas con 4 números (Ej. 7454 Cohab Educandário - Terminal Princesa Isabel).
Cuando la línea posee 3 números y una letra (Ej. 477P Ipiranga/Rio Pequeno), significa que la línea inicia en una área (inicia en el área 4 antigua) y termina en otra área diferente (termina en el área 7 antigua [tercer dígito]), esto normalmente siguiendo la numeración antigua de cuando la ciudad estaba dividida en nueve áreas, y como existen diversas líneas comenzando y terminando en las mismas áreas la diferenciación se realiza a través de la utilización de la letra final, como por ejemplo en las líneas 748A Jd. D`Abril - Lapa y 748R Jd. João XXIII - Metro Barra Funda. Se el segundo dígito fuese 0 (cero), significa que la línea pasa por el centro de la ciudad (Ej. 702U-Terminal Parque Dom Pedro II/Butantã USP, o sea, inicia en la antigua área 7, pasando por el centro [dígito CERO] y termina en el área 2 antigua).
El código de cuatro números (Ej. 8615 Terminal Parque Dom Pedro II - Parque da Lapa) es utilizado cuando la línea comienza y termina en una misma área o en el centro de la ciudad, siendo que los dos últimos dígitos sirven para diferenciar en que región es el punto final dentro del área. Cuando el segundo dígito fuese 0 (cero), significa que la línea comienza y termina en una misma área (Ej. 8000 Praça Ramos de Azevedo - Terminal Lapa) y cuando tiene otro valor indica que la línea parte del centro de la ciudad (Ej. 8700 Praça Ramos de Azevedo - Terminal Campo Limpo). Tanto en uno, como en otro, cuando el segundo dígito es 7 (siete) significa que la línea comienza/termina o pasa por alguna estación de metro (Ej. 8700 Praça Ramos de Azevedo - Terminal Campo Limpo, comienza en la Estación Anhangabaú del metro y pasa por la Estación Hebraica - Rebouças).
En las líneas que parten de las terminales Sapopemba/Teotônio Vilela, Sacomã y Campo Limpo la numeración de las líneas ya sigue la nueva numeración de la ciudad dividida en nueve áreas (Ej. lo que antes era área 4 (cuatro) y también parte de área 3 (tres) ahora es área 5 (cinco)). 
Además de estos 4 primeros dígitos, aun hay un código que viene después del número de la línea (existente en las placas con itinerarios al lado de la puerta de entrada), que especifican el tipo de la línea, como las líneas 702P/10-Pinheiros - Terminal Penha, 702P/21-Pinheiros - Terminal Parque Dom Pedro II, 702P/41 Pinheiros - Metrô Belém y 702P/42 Butantã - Terminal Parque Dom Pedro II. Se comparamos la tabla aquí abajo, veremos que la primera línea es la línea principal, la segunda línea es un retorno, la tercera y cuarta líneas son del tipo bifurcación (o variante) de la misma.
| Código  | Descripción                       | Ejemplo de código                                    |
| ------- | --------------------------------- | ---------------------------------------------------- |
| 10      | Trayecto Normal (Línea Principal) | 8000/10; 5318/10; 2290/10; 175T/10; 1178/10; 8700/10 |
| 21 a 29 | Retorno                           | 971R/21; 374T/22; 637A/26; 178L/24; 1709/21; 677A/23 |
| 31 a 39 | Derivación                        | 5106/31; 6805/31; 2666/31; 8009/31; 748F/31; 148P/31 |
| 41 a 49 | Bifurcación                       | 148L/41; 847P/41; 669A/41; 5121/41; 702P/42; 7598/41 |
| 51 a 59 | Prolongamiento                    | 1772/51; 6801/51; 1783/51; 5757/51; 1788/51. 8700/51 |

## División de los lotes de empresas por área

División de los lotes de empresas por área click para ampliar

El modelo actual del transporte público municipal en São Paulo divide la ciudad en nueve áreas diferentes, siendo que para ocho de estas (1 - Noroeste, 2 - Norte, 3 - Nordeste, 4 - Este, 5 - Sudeste, 6 - Sur, 7 - Sudoeste y 8 - Oeste) fueron establecidos lotes para la distribución de las empresas y cooperativas que prestarán los servicios de transporte por ómnibus, microómnibus, vans y trolebús. El área 9 es la de la Región Central de la Ciudad, que no posee lotes específicos, de forma que no existe ninguna empresa o cooperativa que actúa específicamente en estos límites. Las líneas que operan solo dentro de los límites del área 9 son de responsabilidad de empresas de las áreas 1 a 8, normalmente, la que se encuentra más próxima del punto considerado como el de comienzo de la línea (regla que posee varias excepciones).

### Consorcios
- Área 1 - Noroeste - Verde: Consorcio Bandeirante de Transporte / Consorcio Transcooper Fenix
- Área 2 - Norte - Azul Marino: Sambaíba Transportes Urbanos Ltda. / Consorcio Transcooper Fenix
- Área 3 - Nordeste - Amarilla: Consorcio Plus /  Consorcio Aliança Paulistana
- Área 4 - Este - Roja: Consorcio Leste 4 / Transcooper / Associação Paulistana
- Área 5 - Sudeste - Verde Floresta: Vía Sul Transportes Urbanos Ltda. / Consorcio Aliança Cooperpeople
- Área 6 - Sur - Azul: - Consorcio Unisul / Consorcio AuthoPam
- Área 7 - Sudoeste - Vino: Consorcio 7 / Consorcio AuthoPam
- Área 8 - Oeste - Naranja Consorcio Sudoeste / Consorcio Unicoopers CooperAlfa